# Rivière Cardigan
La rivière Cardigan est une rivière canadienne dans le nord-est du comté de Kings, sur l'Île-du-Prince-Édouard.
En 2004, la rivière a été associée avec deux autres cours d'eau, les rivières Brudenell et Montague, sous l'appellation commune de "Three Rivers" (Trois rivières) afin d'être inscrite au réseau des rivières du patrimoine canadien.